# Kangerlussuaq (Østgrønland)
Kangerlussuaq er en stor fjord mellem Scoresby Sund og Tasiilaq på Grønlands østkyst. Fjorden blev navngivet af Carlsbergfondets Ekspedition til Østgrønland 1898-1900 også kaldet Amdrup-ekspeditionen. Fjorden strækker sig ca. 70 km ind i landet i nordvestlig retning fra Danmarksstrædet.
Området omkring Kangerlussuaq er siden 1930'erne kendt for sin særegne geologi, specielt områdets mange intrusioner, hvor magma fra jordens indre er trængt op i jordskorpen. Særlig kendt er Skaergaard intrusionen, der blev opdaget af Lawrence Wager i 1931 under British Arctic Air Route Expedition.

## Vejr- og radiostationer
1932-33 opererede den norske vejr- og radiostation "Storfjord Radio" ved Mudderbugten på vestsiden af Kangerlussuaq i forbindelse med det internationale polarår.
I 1945 etablerede USA en vejrstation på Skærgårdshalvøen ved fangerkolonien nær mundingen af fjorden. Vejrstationen flyttedes i 1949 til øen Nordre Apulileeq, ca. 45 km mod sydvest.

## Ekstern henvisning
1. Geologisk kort over Kangerdlugssuaq Arkiveret 6. december 2008 hos  Wayback Machine

68°21′N 32°11′V / 68.350°N 32.183°V